# New Castle (Pennsilvània)
New Castle és una ciutat ubicada al comtat de Lawrence a l'estat nord-americà de Pennsilvània. L'any 2000 tenia 26.309 habitants i una densitat de població de 1.190 persones per km².

## Demografia
Segons l'Oficina del Cens de l'any 2000 els ingressos mitjans per llar en la localitat eren de 25.598 dòlars i els ingressos mitjans per família eren de 32.539. Els homes tenien una renda mitjana de 30.112 dòlars enfront dels 20.754 de les dones. La renda per capita de la població era de 13.730 dòlars. Al voltant del 20,8% de la població estava per sota del llindar de pobresa.